# SO-TA
SO-TA（ソータ、1987年4月22日 - ）は、日本の歌手。

## 来歴
幼い頃から、常に音楽が傍にある環境で育ち、歌手を志すようになる。小学生では全国大会にも出場する合唱団に入団、団長を務めていた。ピアノも約10年習っていたが、今のところライブにおける弾き語り披露はない。
2007年より本格的に音楽活動を開始。ツインボーカルのユニット「voiz」として相方のRyo-suke’とライブ活動を始める。有明コロシアムで行われた某学生サークルの大型イベントに出場し、優勝を果たす。
その後、ソロ活動としても活動をスタートさせ、2009年11月に1st ALBUM「Why」でメジャーデビュー。透き通る歌声は「クリスタルボイス」と称されるようになった。
2nd ALBUM「SO-TA」では、収録曲の「Lost Love feat.LGYankees, Noa」がレコチョクランキングダウンロード(シングル)総合サイトにて２位、「君がいない feat.舞花」は３位の成績を収める。また同年より、青森の長寿ラジオ番組「土曜ワラッター」にて準レギュラーを務める。
翌年の2013年には3rd ALBUM「2FACE」をリリース。「24時間テレビ36　愛は地球を救う in 青森」の、メインパーソナリティーを務め上げた。
2015年、ソロ活動を続けたNO DOUBT TRACKSを卒業することを発表。シングル「COLOR」を配信限定にてリリースした。その後は配信リリースを中心に活動を続けている。
2017年、約4年振りとなるmini ALBUM「ZERO」をリリースして再始動。自身初となるワンマンLIVEを青森で開催した。

## ディスコグラフィ

### アルバム
| 発売日         | タイトル | 収録曲                                  |
| -------------- | -------- | --------------------------------------- |
| 2009年11月18日 | Why      | 1. Intro                                |
| 2009年11月18日 | Why      | 2. foolish love                         |
| 2009年11月18日 | Why      | 3. 雨の記憶                             |
| 2009年11月18日 | Why      | 4. The Way Ⅱ Dream feat. GIO            |
| 2009年11月18日 | Why      | 5. 恋のリダイヤル★ feat. Noa            |
| 2009年11月18日 | Why      | 6. Punishment feat. Clef                |
| 2009年11月18日 | Why      | 7. overcome                             |
| 2009年11月18日 | Why      | 8. come true                            |
| 2009年11月18日 | Why      | 9. ただ…君を… feat. LGYankees (DJ No.2) |
| 2009年11月18日 | Why      | 10. LAST SONG                           |
| 2009年11月18日 | Why      | 11. Precious Days feat. 中村舞子        |
| 2009年11月18日 | Why      | 12. Outro                               |
| 2012年4月18日  | SO-TA    | 1. Intro                                |
| 2012年4月18日  | SO-TA    | 2. Stylish Girl feat. ITACHI            |
| 2012年4月18日  | SO-TA    | 3. 世界で一番のキセキ feat. LGMonkees   |
| 2012年4月18日  | SO-TA    | 4. Lost Love feat. LGYankees,Noa        |
| 2012年4月18日  | SO-TA    | 5. 君がいない feat. 舞花                |
| 2012年4月18日  | SO-TA    | 6. HERO                                 |
| 2012年4月18日  | SO-TA    | 7. Repentance feat. 吉見一星, DJ PSYCHO |
| 2012年4月18日  | SO-TA    | 8. chat up line feat. GIO, 1-MIC, MAYA  |
| 2012年4月18日  | SO-TA    | 9. Yellow Tulip                         |
| 2012年4月18日  | SO-TA    | 10. 眠れない夜に… feat. jyA-Me          |
| 2012年4月18日  | SO-TA    | 11. おくりもの                          |
| 2012年4月18日  | SO-TA    | 12. Outro                               |
| 2013年8月28日  | 2FACE    | 1. Intro                                |
| 2013年8月28日  | 2FACE    | 2. 手をつなごう feat. LGYankees, Noa    |
| 2013年8月28日  | 2FACE    | 3. Sweet Girl feat. LGRookees KENNY     |
| 2013年8月28日  | 2FACE    | 4. ひだまりの詩                         |
| 2013年8月28日  | 2FACE    | 5. ユメノアト                           |
| 2013年8月28日  | 2FACE    | 6. Dreamy Drive                         |
| 2013年8月28日  | 2FACE    | 7. Life is beautiful feat. ユンジ       |
| 2013年8月28日  | 2FACE    | 8. tears                                |
| 2013年8月28日  | 2FACE    | 9. 手紙                                 |
| 2013年8月28日  | 2FACE    | 10. タイムマシン                        |
| 2013年8月28日  | 2FACE    | 11. Wonderful★Night feat. 橋本真依      |
| 2013年8月28日  | 2FACE    | 12. Be Alright!!!!!                     |
| 2013年8月28日  | 2FACE    | 13. ヒカリ/SO-TA×小西透太               |
| 2013年8月28日  | 2FACE    | 14. Darling                             |
| 2017年10月25日 | ZERO     | 1. 僕になる                             |
| 2017年10月25日 | ZERO     | 2. 苦笑いがとまらない                   |
| 2017年10月25日 | ZERO     | 3. なんでもない日々                     |
| 2017年10月25日 | ZERO     | 4. Last Dance                           |
| 2017年10月25日 | ZERO     | 5. Realize                              |
| 2017年10月25日 | ZERO     | 6. さよならの日まで/voiz                |
| 2017年10月25日 | ZERO     | 7. あなた                               |

### 配信限定シングル
| 発売日         | タイトル                    |
| -------------- | --------------------------- |
| 2015年3月18日  | COLOR                       |
| 2017年1月6日   | Cry Again                   |
| 2017年9月15日  | Hello my lie, Hello my sad. |
| 2016年3月5日   | You&I/voiz                  |
| 2020年11月20日 | 星をあつめて/voiz           |

### 参加CD
1. 『LUCY LOVE -SEASON Ⅱ-/Noa』（M12:far away feat. SO-TA）
2. 『MADE IN LGYankees/LGYankees』（M7:fam feat. SO-TA）
3. 『SPECIAL ONE/PURPLE REVEL』（M6:Stay Gold ～For Homiez～ feat. SO-TA）
4. 『NO DOUBT DE GIO/GIO』（M6:The Out feat. Clef (TAKA), SO-TA）
5. 『NO DOUBT TRACKS/V.A』（M4:アリガトウ/SO-TA  M7:恋のリダイヤル★ feat. Noa/SO-TA  M18:キミノモトエ… feat. SO-TA/PURPLE REVEL）
6. 『Noaism/Noa』（M5:Shake It! feat. Clef, SO-TA）
7. 『BARIBARI LGYankees/LGYankees』（M7:キミノカケラ feat. SO-TA）
8. 『ひとりさみしく/ShaNa』（M5:Sunday feat. SO-TA　M11:Yell 3.11/LGYankees & Noa & LGMonkees & ShaNa & SO-TA & PURPLE REVEL & GIO & ITACHI）
9. 『GOLD MEMBER/NO DOUBT FLASH』（M4:Gossips feat. SO-TA　M10:a feat. SO-TA, 吉見一星）
10. 『N/Noa』（M4:Just Love feat. 吉見一星, SO-TA  M11:far away Ⅱ feat. SO-TA）
11. 『Noa’s LOVE/Noa』（M6:Peace My Life ～今を生きる君へ～ feat. LGMonkees, SO-TA  M12:far away feat. SO-TA）
12. 『Colorful Love/PURPLE REVEL』（M7:アイタクテモ… feat. SO-TA　M11:fam ～大切なあなたへ～ feat. SO-TA）
13. 『HIGH ROLLER/NO DOUBT FRASH』（M9:パーティージャンキー☆☆☆ feat. SO-TA）
14. 『ALL COVER TRACKS/ NO DOUBT FRASH』（M2:花 feat. SO-TA　M7:M/SO-TA）
15. 『DOKI DOKI LGYankees!!!!!!/ LGYankees』（M10:サヨナラ言えない僕 feat. SO-TA）
16. 『愛GIO/ GIO』（M11:桜色メモリー feat. SO-TA）
17. 『音と言葉の作り人/ LGYankees presents DJ No.2』（M3:Pray For Things feat. SO-TA）
18. 『NO DOUBT TRACKS CD BOX!!! BEST HIT COLLECTION 2008-2011/ V.A』（M6:FANTASTIC★DREAMER feat. SO-TA, Rhyzm Horse, ユンジ/MAYA[Disc1]　 M12:キミノカケラ feat. SO-TA/LGYankees[Disc2]　M13:far away feat. SO-TA/Noa[Disc3]）
19. 『Molt/ Noa』（M12:NO DOUBT FAMILIA/Noa with NO DOUBT FAMILY）
20. 『NO DOUBT FAMILY/ NO DOUBT FLASH』（M6:ラブレター feat. SO-TA　M8:灼熱のMy Heart feat. SO-TA, KOHEY from 4D）
21. 『Molt/ Noa』（M12:NO DOUBT FAMILIA/Noa with NO DOUBT FAMILY）
22. 『YAPPARI LGYankees BEST?/ LGYankees』（M4:Eternal feat. SO-TA　M12:Go Ahead feat. SO-TA）
23. 『DREAM DAWN/GANMA』（M5:はつ恋 feat. SO-TA）
24. 『パブリケーション/パブリックルーズ』（M6:Dreamer feat. SO-TA　M10:はぴくり feat. SO-TA）
25. 『Bring it!!/V.A』（M6:Temptation feat. ITACHI/SO-TA）
26. 『GAME OF WONDER/V.A』（M4:ヒカリ/SO-TA×小西透太[サクラメリーメン]）

### 参加配信曲
1. 『君に届けたい声 feat. SO-TA/GANMA』
2. 『Fragile feat. SO-TA/GANMA』
3. 『No matter what/Ryo-suke', SO-TA, maaboo, SHUNTA』

## 楽曲提供
1. 『もしも願いが叶うなら×LGMonkees/M』（作詞）
2. 『Peace the world ～あなたがくれたもの～ feat. 吉見一星/GIO』（作詞）
3. 『Micrelay feat. DJ PSYCHO from PURPLE REVEL, BUTTO, GIO/NO DOUBT FLASH』（作詞）
4. 『Only One feat. LGYankees HIRO/LGRookees』（作詞）
5. 『Wonder Love feat. LGRookees/LGYankees』（作詞）
6. 『Photograph Ⅱ feat. Noa/LGYankes』（作詞・作曲）
7. 『Playa Playa Ⅱ feat. ユンジ, 橋本真依/LGYankees』（作詞・作曲）
8. 『罪よ歌となれ/水戸華之介』（作曲）
9. 『radio/Kinami kaito & GRACE』（作詞・作曲）
10. 『Wing/ヨネミツミサト & THE MERRY CHORUS』（作詞・共作曲）